# GAC Trumpchi E8

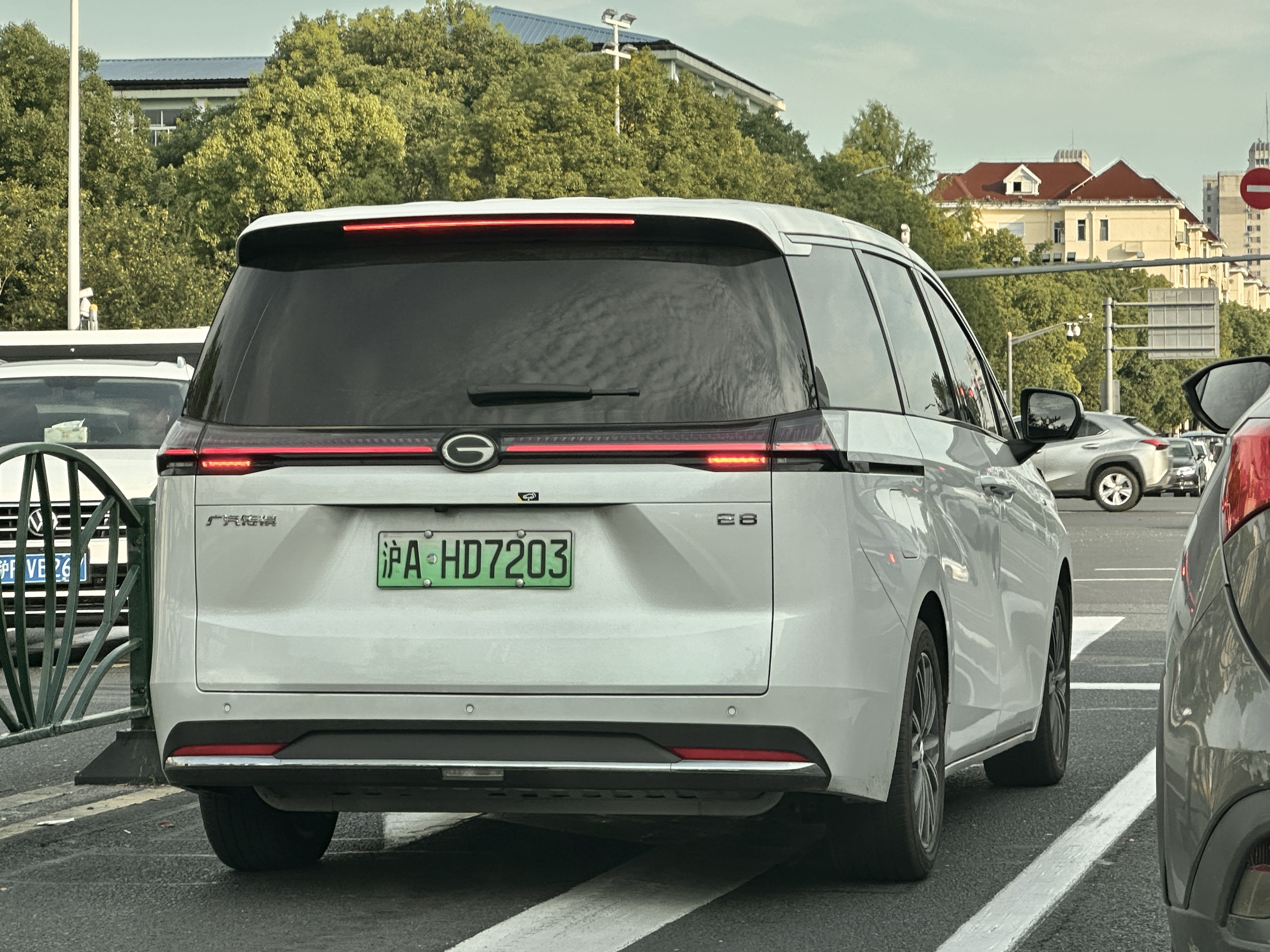
Heckansicht

Der GAC Trumpchi E8 ist ein Van der zur chinesischen Guangzhou Automobile Group gehörenden Submarke Trumpchi.

## Geschichte
Vorgestellt wurde das 4,92 Meter lange, 1,90 Meter breite und 1,76 Meter hohe Fahrzeug im August 2023. Verkauft wird es auf dem chinesischen Heimatmarkt seit November 2023. Positioniert ist der Trumpchi E8 in der Modellpalette des Herstellers unterhalb des GAC Trumpchi E9.

## Technische Daten
Angetrieben wird der Van von einem Zweiliter-Ottomotor mit 103 kW (140 PS) und einem Elektromotor mit 134 kW (182 PS). Es gibt ihn als Voll-Hybrid oder Plug-in-Hybrid, wobei der Voll-Hybrid erst im Juli 2024 folgte.
|                                                   | HEV                         | PHEV                        |
| Bauzeitraum                                       | seit 07/2024                | seit 11/2023                |
| Motorkenndaten                                    |                             |                             |
| Motortyp                                          | R4-Ottomotor + Elektromotor | R4-Ottomotor + Elektromotor |
| Hubraum                                           | 1999 cm³                    | 1999 cm³                    |
| max. Leistung Verbrennungsmotor bei min−1         | 103 kW (140 PS)             | 103 kW (140 PS) / 6000      |
| max. Leistung Elektromotor                        | 134 kW (182 PS)             | 134 kW (182 PS)             |
| max. Drehmoment Verbrennungsmotor bei min−1       | 180 Nm                      | 180 Nm / 4500               |
| max. Drehmoment Elektromotor                      | 300 Nm                      | 300 Nm                      |
| Kraftübertragung                                  |                             |                             |
| Antrieb                                           | Vorderradantrieb            | Vorderradantrieb            |
| Getriebe                                          | 2-Gang-Hybridgetriebe       | 2-Gang-Hybridgetriebe       |
| Messwerte                                         |                             |                             |
| Höchstgeschwindigkeit                             | 160 km/h                    | 170 km/h                    |
| Beschleunigung, 0–100 km/h                        | k. A.                       | 8,8 s                       |
| Kraftstoffverbrauch auf 100 km (WLTP, kombiniert) | 5,6 l Super                 | 1,1 l Super                 |
| Tankinhalt                                        | 60 l                        | 50 l                        |
| Energieinhalt Akku                                | k. A.                       | 25,6 kWh                    |
| Elektrische Reichweite, WLTP                      | k. A.                       | 116 km                      |
| Abgasnorm                                         | China VI                    | China VI                    |